# Alcoleja
Alcoleja – gmina w Hiszpanii, w prowincji Alicante, we wspólnocie autonomicznej Walencja, o powierzchni 14,56 km². W 2011 roku liczyła 204 mieszkańców.
Znajduje się pomiędzy północno-zachodnim stokiem Sierra de Aitana, na granicy regionów El Condado i Marina Baja, które spotykają się w porcie Tudons.